# 박정수 (축구 선수)
박정수(朴正洙, 1994년 4월 12일 ~ )는 대한민국의 축구 선수이며 포지션은 중앙 수비수이다.

## 클럽 경력
2015년 9월부터 요코하마 F. 마리노스의 연습생으로 참가했으며, 2016년 정식계약을 맺었다. 같은 해 5월 16일 가시마 앤틀러스 전에서 데뷔전을 치렀다. 5월 29일 가시와 레이솔을 상대로 득점에 성공하며, 프로 데뷔 후 첫 골을 기록하였다.
2018년 가시와 레이솔로 이적하였다.
2019년 여름 이적시장에서 사간 도스로 임대 이적했다.
2021시즌을 앞두고 K리그1의 성남 FC로 이적하였다.

## 같이 보기
- 박정수 K리그 기록 – 한국프로축구연맹